# Caliptrats
Els caliptrats (Calyptratae) són un parvordre de dípters braquícers de l'infraordre esquizòfors. són un grup monofilètic que es caracteritza per la presencia de caliptra a les ales anteriors, un lòbul membranós que cobreix els halteris. Inclou unes 24.000 espècies, entre les que hi destaquen les mosques domèstiques, les mosques de la carn, les mosques tse-tse, els paràsits de plates del gènere Delia, i altres moltes espècies d'interès sanitari.

## Taxonomia
Els caliptrats inclouen 3 superfamílies i 13 famílies:
Superfamília Hippoboscoidea Samouelle, 1819
- Família Glossinidae Theobald, 1903 (1 gènere, 25 espècies)
- Família Hippoboscidae Samouelle, 1819 (68 gèneres, 782 espècies)

Superfamília Muscoidea Latreille, 1802 (parafilètic)
- Família Fanniidae Schnabl & Dziedzicki, 1911 (4 gèneres, 359 espècies)
- Família Muscidae Latreille, 1802 (187 gèneres, 5.218 espècies)
- Família Anthomyiidae Robineau-Desvoidy, 1830 (53 gèneres, 1.941 espècies)
- Família Scathophagidae Robineau-Desvoidy, 1830 (57 gèneres, 419 espècies)

Superfamília Oestroidea Leach, 1815
- Família Calliphoridae Brauer & Bergenstamm, 1889 (97 gèneres, 1.525 espècies) (parafilètic)
- Família Mystacinobiidae Holloway, 1976 (1 gènere, 1 espècies)
- Família Oestridae Leach, 1815 (30 gèneres, 176 espècies)
- Família Rhiniidae Bauer & Bergenstamm, 1889 (30 gèneres, 376 espècies)
- Família Rhinophoridae Robineau-Desvoidy, 1863 (27 gèneres, 174 espècies)
- Família Sarcophagidae Macquart, 1834 (173 gèneres, 3.094 espècies)
- Família Tachinidae Robineau-Desvoidy, 1830 (1.597 gèneres, 9.626 espècies)